# Оператор числа частинок
Оператор числа частинок — квантовий оператор, власні значення якого є кількість частинок у певному квантовому стані.
Оператор числа частинок позначається здебільшого {\displaystyle {\hat {N}}} і задається формулою
{\displaystyle {\hat {N}}={\hat {a}}^{\dagger }{\hat {a}}},
де {\displaystyle {\hat {a}}^{\dagger }} і {\displaystyle {\hat {a}}} — оператори народження та знищення, відповідно.
Оператор числа частинок визначається для кожного базисного вектора стану у просторі Фока.

## Ферміони
Для ферміонів власними значеннями оператора числа частинок є 0 і 1, а відповідні власні стани можна позначити {\displaystyle |0\rangle } та {\displaystyle |1\rangle }:
{\displaystyle {\hat {N}}|0\rangle =0,\qquad {\hat {N}}|1\rangle =1}
Оператор числа частинок для ферміонів часто, зокрема при розгляді системи частинок, які не взаємодіють між собою, комутує з оператором енергії — гамільтоніаном. В такому випадку вони можуть мати спільну систему власних функцій, тобто число частинок в певному стані й енергію квантової системи можна визначити одночасно. При врахуванні взаємодії між частинками їхнє число в різних станах не зберігається.
У квантовій статистиці усереднення оператора числа частинок стану {\displaystyle |n\rangle } по рівноважному стану дає розподіл Фермі-Дірака.
{\displaystyle \langle |{\hat {N}}_{n}|\rangle ={\frac {1}{e^{(\varepsilon _{n}-\mu )/k_{B}T}+1}}},
де {\displaystyle \varepsilon _{n}} — енергія n-го одночастинкового стану, {\displaystyle k_{B}} — стала Больцмана, T — температура, {\displaystyle \mu } — хімічний потенціал.

## Бозони
Для бозонів власними значеннями оператора числа частинок є цілі числа n, а відповідні власні стани можна позначити {\displaystyle |n\rangle }.
{\displaystyle {\hat {N}}|n\rangle =n|n\rangle }
У квантовій статистиці усереднення оператора числа частинок стану {\displaystyle |n\rangle } по рівноважному стану дає розподіл Бозе-Ейнштейна.
{\displaystyle \langle |{\hat {N}}_{n}|\rangle ={\frac {1}{e^{(\varepsilon _{n}-\mu )/k_{B}T}-1}}},